# Сарсур, Линда
Линда Сарсур (англ. Linda Sarsour, род. 19 марта 1980, Бруклин, Нью-Йорк) — американская политическая активистка.
Была одним из организаторов Марша женщин 2017 года, Дня без женщины 2017 года и Женского марша 2019 года. Бывший исполнительный директор Арабско-американской ассоциации Нью-Йорка. Она и её сопредседатели Женского марша были включены в список «100 самых влиятельных людей» журнала Time в 2017 году.
Мусульманка палестинского происхождения, Сарсур сначала привлекла внимание к протестам против слежки за американскими мусульманами со стороны полиции, а затем стала участвовать в борьбе за другие гражданские права, такие как жестокость полиции, феминизм, иммиграционная политика и массовые лишения свободы. Она также организовывала демонстрации Black Lives Matter и была главным истцом в иске, оспаривающем законность запрета Трампа на въезд в США гражданам ряда государств.
Её политическая активность получила высокую оценку некоторых либералов и прогрессистов, в то время как её позиция и замечания по израильско-палестинскому конфликту подверглись критике со стороны некоторых консерваторов, еврейских лидеров и организаций. Сарсур выступала в защиту палестинцев на оккупированных Израилем территориях, критиковала сионизм и поддерживала кампанию бойкота, отчуждения и санкций (BDS) против Израиля. Сарсур, Боб Блэнд и Тамика Мэллори вышли из организации «Марш женщин» в сентябре 2019 года после разногласий по поводу того, как организация справляется с обвинениями в антисемитизме.

## Ранние годы
Сарсур родилась в Бруклине, Нью-Йорк, и была старшей из семи детей палестинских иммигрантов. Её отец владел небольшим рынком в Краун-Хайтс в Бруклине, который назывался Linda’s. Она выросла в Сансет-Парке, Бруклин, и училась в Средней школе Джона Джея в Парк-Слоуп. После школы она прошла курсы в муниципальном колледже Кингсборо и Бруклинском колледже с целью стать учителем английского языка.

## Политическая активность

### Арабо-американская ассоциация Нью-Йорка
Ранняя активность Сарсур включала отстаивание гражданских прав американских мусульман после терактов 11 сентября. Незадолго до 11 сентября Басема Атве, родственница Линды и основательница Арабско-американской ассоциации Нью-Йорка, попросила Сарсур стать волонтёром этой организации. Атве, которая играла выдающуюся политическую роль, необычную для мусульманок, стала наставницей Сарсур.
Когда Сарсур и Атве возвращались с гала-открытия в 2005 году Арабско-американского национального музея в Дирборне, штат Мичиган, их машину сбил тягач с прицепом. Атве скончалась от полученных травм, а двое других пассажиров получили переломы костей. Сарсур вела машину, и серьёзно не пострадала. Она немедленно вернулась к работе, сказав, имея в виду Атве: «Это то место, где она хотела, чтобы я была». Она была назначена на смену Атве на пост исполнительного директора ассоциации в возрасте 25 лет. В течение следующих нескольких лет она расширила сферу деятельности организации, увеличив её бюджет с 50 000 до 700 000 долларов в год.
Первоначально Сарсур привлекла внимание благодаря протесту против слежки за американскими мусульманами со стороны полиции. Как директор Американской арабской ассоциации Нью-Йорка, она выступала за принятие Закона о общественной безопасности в Нью-Йорке, в соответствии с которым был создан независимый офис для обзора политики полиции и расширения определения профилирования на основе предвзятости в штате. Она и организация настаивали на соблюдении закона после случаев того, что они считали предвзятостью полицейских в местных районах, и это прошло без возражений тогдашнего мэра Майкла Блумберга и тогдашнего начальника полиции Раймонда В. Келли. Сарсур также участвовала в успешной кампании по признанию исламских праздников в государственных школах Нью-Йорка, где в 2015 году начали отмечаться праздники Курбан-байрам и Ураза-байрам.
Согласно статье 2017 года в The New York Times, Сарсур «занималась такими проблемами, как иммиграционная политика, массовые лишения свободы, остановки и обыск, и шпионские операции Департамента полиции Нью-Йорка за мусульманами — всё это в значительной степени приучило её к критике, окрашенной ненавистью».
Некоторые приветствовали Сарсур как символ расширения прав и возможностей и «ломки стереотипов о мусульманских женщинах». В двойном интервью с иранской активисткой-феминисткой Масих Алинеджад о чадре Сарсур подробно рассказала о своих взглядах на то, что хиджаб является духовным актом, а не символом угнетения, и подчеркнула исламофобию, которую испытывают женщины в хиджабе на Западе. Алинеджад обвинила Сарсур в двойных стандартах, заявив, что западные мусульмане в целом и Сарсур в частности часто не осуждают обязательное ношение хиджаба на Ближнем Востоке. Алинеджад также сказала, что если Сарсур озабочена правами женщин, она не может использовать хиджаб, «который является наиболее заметным символом угнетения на Ближнем Востоке», как символ сопротивления.

### Black Lives Matter
После расстрела Майкла Брауна Сарсур помогла организовать протесты Black Lives Matter. Сарсур помогла сформировать движение «Мусульмане для Фергюсона», и в 2014 году она поехала в Фергюсон с другими активистами. С тех пор она продолжала активно работать с BLM. Сарсур стала постоянной участницей демонстраций Black Lives Matter, а также частым телевизионным комментатором по феминизму.

### Участие в политических партиях
Сарсур — член Демократических социалистов Америки. В 2016 году она баллотировалась на должность члена комитета округа от Демократической партии округа Кингс, штат Нью-Йорк. Она заняла третье место. Она говорила о своей активности в контексте построения прогрессивного движения в Соединённых Штатах и получила высокую оценку либеральных политиков и активистов. В 2012 году, во время президентства Барака Обамы, Белый дом признал Сарсур поборницей перемен. Сарсур была заместителем сенатора США Берни Сандерса во время его президентской кампании 2016 года.

### Руководство Женским маршем

#### Марш женщин 2017

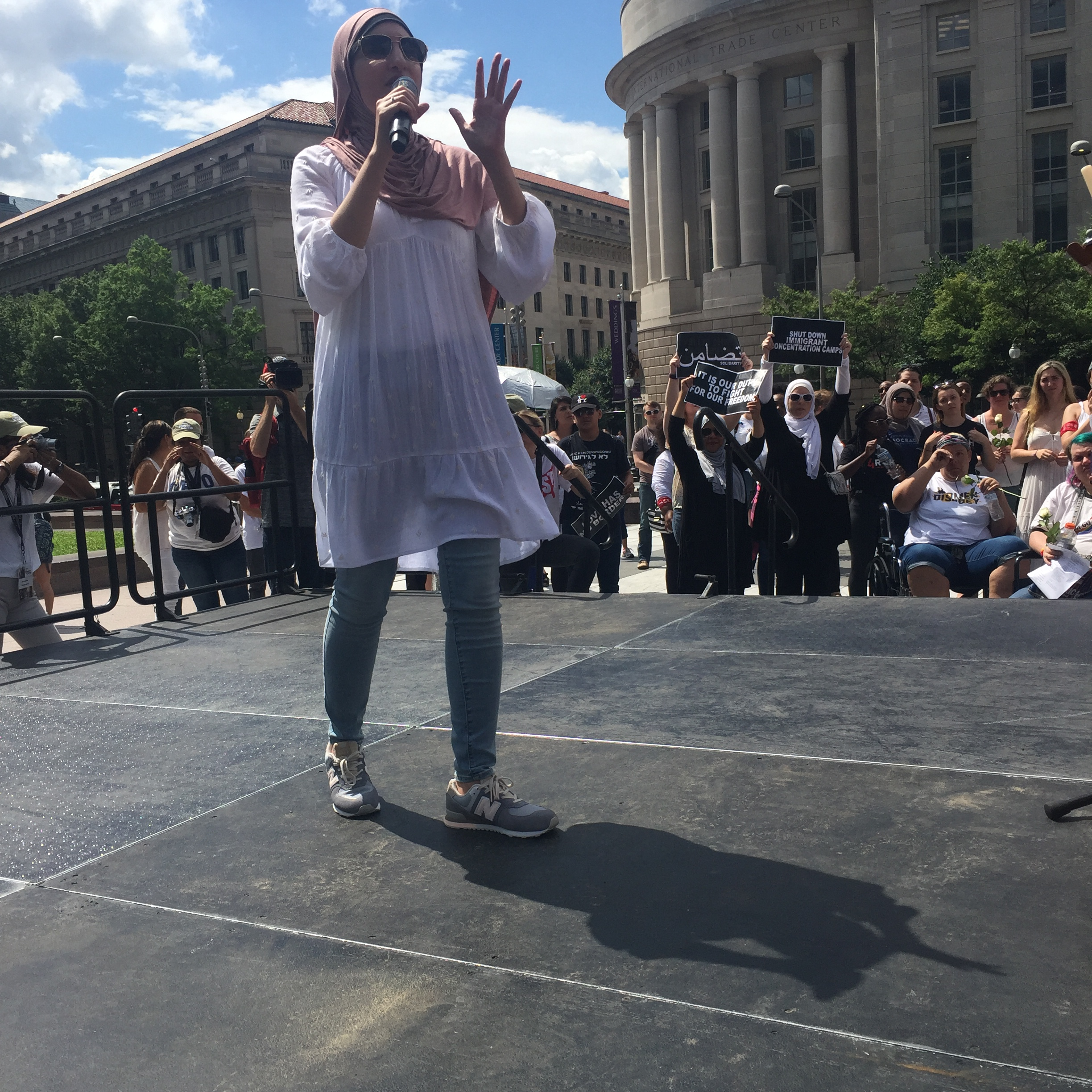
Сарсур выступает на акции протеста против президента Дональда Трампа

Тереза Шук и Боб Блэнд, организаторы Марша женщин 2017 года, привлекли Сарсур в качестве сопредседателя мероприятия, которое состоится через день после инаугурации Дональда Трампа. По словам Тейлора Джи из Politico, Сарсур к тому времени стала спорным «лицом сопротивления» Трампу, добавив: «По мнению Сарсур, избрание Трампа произошло после многих лет защиты людей, которых он оклеветал — не только женщин, но и мусульман, иммигрантов, и чернокожих американцев тоже. Её связи с активистами со всей страны помогли ей вдохновить различные группы в дезориентирующий период после выборов». Сарсур активно выступала против запрета администрацией Трампа на въезд в США из нескольких стран с мусульманским большинством и была названа ведущим истцом в судебном иске, поданном Советом по американо-исламским отношениям. В деле «Сарсур против Трампа» истцы утверждали, что запрет на въезд должен быть приостановлен, поскольку он существовал только для того, чтобы не пускать мусульман в Соединённые Штаты.
Мелисса Харрис-Перри пишет, что Сарсур была «самой надёжной мишенью для публичной критики» лидеров Марша женщин 2017 года в течение следующего года. После своей ведущей роли в Марше женщин Сарсур стала объектом жестоких угроз в социальных сетях и личных нападок со стороны консервативных СМИ, включая ложные сообщения о том, что она поддерживала воинствующее Исламское Государство Ирака и Леванта, и выступала за введение исламского закона в Соединённых Штатах. Она заявила, что, хотя марш был кульминацией её карьеры, последовавшие за этим атаки СМИ заставили её опасаться за свою безопасность. Сторонники использовали хэштег #IMarchWithLinda в Твиттере, в том числе Шэрон Брус из Национального совета еврейских женщин, которая работала с Сарсур при организации Женского марша 2017 года, и сенатор США Берни Сандерс. Сарсур вместе со своими тремя сопредседателями после январского марша была названа одним из «100 самых влиятельных людей» журнала Time.
Сарсур была сопредседателем забастовки и акции протеста 2017 года «День без женщины», организованной по случаю Международного женского дня. Во время демонстрации возле отеля и башни Trump International на Манхэттене она была арестована вместе с другими лидерами январского Марша женщин, включая Блэнд, Тамику Мэллори и Кармен Перес. Она организовывала и принимала участие в других актах гражданского неповиновения в знак протеста против действий администрации Трампа, таких как прекращение программы DACA, защищающей молодых иммигрантов от депортации, политика разделения семей иммигрантов администрацией Трампа и назначение Бретта Кавано в Верховный суд.
В своём выступлении перед Исламским обществом Северной Америки в 2017 году Сарсур сказала, что люди должны «противостоять» Трампу, поскольку она считает его администрацию репрессивной, и что такие действия будут представлять собой джихад. Она пересказала историю из исламских писаний, в которой Мухаммед говорит: «Слово правды перед тираном-правителем или предводителем — это лучшая форма джихада». Несколько консервативных СМИ и деятелей обвинили её в призыве к насилию против президента, за использование слова «джихад». Сарсур и другие комментаторы отвергли эту интерпретацию, сославшись на её приверженность ненасильственному активизму и тот факт, что «джихад» по своей сути не относится к насильственным действиям. Сарсур также сказала, что она не из тех людей, которые призывают к насилию против президента. В статье «Вашингтон пост» она написала, что термин «джихад» неправильно используется как правыми, так и мусульманскими экстремистами, и назвала использование этого термина «законным, но неправильно понятым в широких кругах». Некоторые в социальных сетях критиковали Сарсур за использование термина джихад, поскольку широкая публика ассоциирует его с насилием, в то время как другие защищали её выбор слов.

#### Марш женщин 2019
В сентябре 2018 года Сарсур объявила, что возглавит Марш женщин 2019 года в Вашингтоне вместе с Тамикой Мэллори, Боб Блэнд и Кармен Перес. Позже в том же году Сарсур и Мэллори оказались в центре разногласий по поводу их предполагаемого отказа чётко осудить лидера Нации ислама Луиса Фаррахана, чья риторика была признана антисемитской и гомофобной Южным центром правовой защиты бедноты и Антидиффамационной лигой. В ноябре 2018 года основательница марша Тереза Шук призвала Сарсур и её коллег-сопредседателей уйти в отставку, обвинив их в том, что они «позволили антисемитизму, анти-LBGTQIA настроениям и ненавистной расистской риторике стать частью платформы, своим отказом отделиться от групп, исповедующих эти расистские и ненавистные убеждения». Сарсур отказалась, предположив, что критика в её адрес была вызвана её поддержкой BDS, а критика Мэллори была вызвана расизмом. Позже она извинилась перед сторонниками марша, выразив сожаление по поводу того, что она и Мэллори не «чётко заявили о своей приверженности борьбе с антисемитизмом». Она также извинилась перед участниками марша — ЛГБТК и евреями, сказав, что ценит их и будет «бороться» за них. Сарсур ушла из организации «Марш женщин» в сентябре 2019 года вместе с Боб Блэнд и Тамикой Мэллори.

### Позиция по израильско-палестинскому конфликту
«Гаарец» назвала Сарсур одной из самых известных палестинских американских женщин за её защиту от имени палестинцев на оккупированных Израилем территориях и её критику израильского правительства и сионизма. Она сказала, что поддерживает решение израильско-палестинского конфликта на основе одного государства, но верит в право Израиля на существование и не поддерживает ни ХАМАС, ни Палестинскую национальную администрацию. Она отвергла клевету, распространяемую в социальных сетях и на консервативных веб-сайтах, о том, что она связана с ХАМАС, называя это «фальшивыми новостями» (англ. "fake news"). Сарсур сообщила, что члены её большой семьи на оккупированных Израилем территориях были арестованы и заключены в тюрьму по обвинению в поддержке ХАМАС, но отрицала наличие контактов с какими-либо радикальными мусульманскими группами. Она сказала, что хотела бы, чтобы израильтяне и палестинцы сосуществовали мирно и справедливо. Согласно Brooklyn Eagle, поддержка Сарсур президентской кампании Берни Сандерса, еврея, её мнение о том, что Израиль имеет право на существование, и её отношения с Биллом де Блазио вызвали её критику со стороны некоторых исламистов.

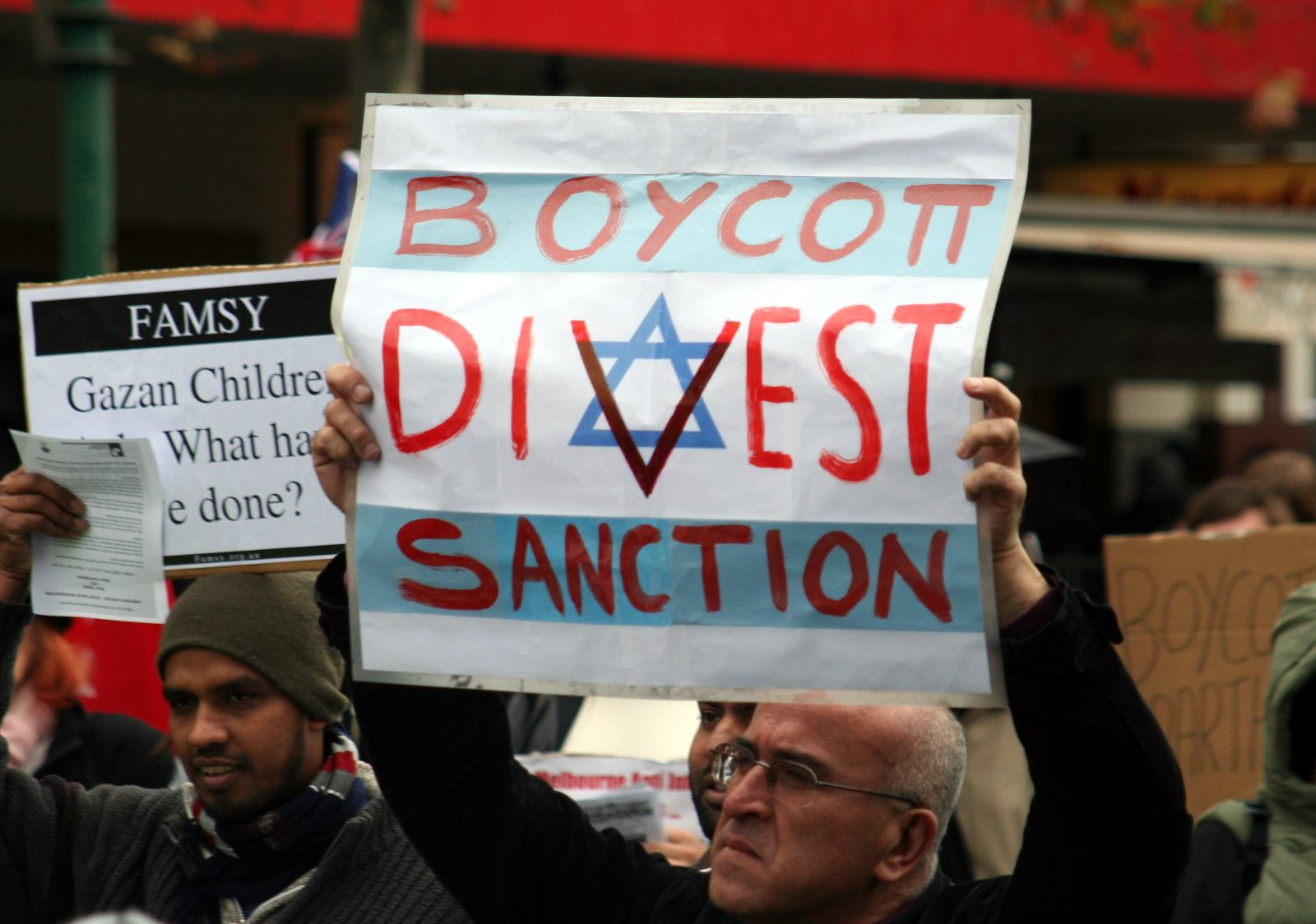
Пропаганда Сарсур кампании бойкота, отчуждения и санкций против Израиля вызвала критику.

Сарсур заявила «Гаарец», что она была и всегда будет критиком Израиля и полностью поддерживает BDS. Сунаина Майра охарактеризовала пропаганду Сарсур в поддержку BDS как элемент её феминистской политики. В интервью The Nation в марте 2017 года Сарсур высказала мнение, что те, кто поддерживает, а не критикует государство Израиль, не могут быть частью феминистского движения; она считает, что такие люди игнорируют права палестинских женщин.

#### Отношения с еврейско-американскими правозащитными группами
Сарсур подвергалась критике со стороны американских консерваторов и произраильских демократов, а также некоторых сионистских активистов за её позицию в ближневосточной политике, включая её поддержку BDS против Израиля. The Guardian писала, что Сарсур «часто становилась мишенью произраильских организаций давления». Согласно расследованию Haaretz, частная израильская разведывательная компания шпионила за Сарсур и её семьей в попытке собрать компрометирующую информацию. Досье было передано группе Act.IL, которая использовала материал, чтобы убедить университеты США не разрешать Сарсур выступать в кампусе.
Сарсур работала с левыми еврейскими группами, включая «Еврейский голос за мир» и «Евреи за расовую и экономическую справедливость». Согласно Haaretz, основные еврейские организации «долго держали её на расстоянии вытянутой руки» из-за её критики в адрес Израиля и её поддержки движения BDS. По данным Еврейского телеграфного агентства, прогрессивные евреи готовы игнорировать её антисионизм, в то время как евреи правого толка и некоторые евреи-центристы — нет. Два директора американской еврейской неправительственной организации «Антидиффамационная лига» вместе с президентом Сионистской организации Америки раскритиковали её позицию по отношению к Израилю; директор ADL Джонатан Гринблатт сказал, что поддержка Линдой Сарсур BDS вдохновляет и усиливает антисемитизм. Сообщение в Facebook, в котором она защищала избранного члена Палаты представителей Ильхан Омар, приписывая критику своей поддержки BDS «людям, которые маскируются под прогрессивных людей, но всегда выбирают свою верность Израилю, а не приверженность демократии и свободе слова», привело к тому, что Американский еврейский комитет обвинил Сарсур в использовании антисемитских стереотипов. Сарсур оспаривает обвинения в антисемитизме и говорит, что её критика государства Израиль ошибочно смешана с антипатией к евреям. В конце января 2019 года Сарсур подверглась критике за то, что не упомянула евреев в своем заявлении о Международном дне памяти жертв Холокоста, а некоторые комментаторы отметили, что в 2017 году она назвала президента Трампа антисемитом за то, что он не упомянул евреев в его собственном заявлении, посвящённом Дню памяти жертв Холокоста.

#### Речь на церемонии вручения дипломов Городского университета Нью-Йорка
Когда Сарсур была выбрана для произнесения вступительной речи в Городском университете Нью-Йорка в июне 2017 года, некоторые консерваторы встретили это сильным сопротивлением. Дов Хайкинд, член законодательного собрания штата Нью-Йорк от Демократической партии, направил губернатору Эндрю Куомо письмо с возражением против этого выбора, подписанное 100 выжившими в Холокосте. Возражение Хайкинда было основано на том, что Сарсур ранее выступала вместе с Расмеа Одех, которая была осуждена израильским судом за участие в взрыве, в результате которого в 1969 году погибли два мирных жителя.
Сарсур сказала, что ей не за что извиняться, и усомнилась в справедливости осуждения Одех. Она объяснила критическую реакцию на своё выступление своей выдающейся ролью организатора Марша женщин 2017 года. Ректор университета, декан колледжа и группа профессоров защищали её право выступать, как и некоторые еврейские группы, включая «Евреев за расовую и экономическую справедливость». Группа видных евреев левого толка подписала открытое письмо, осуждая нападения на Сарсур и обещая работать вместе с ней во имя справедливости. Джонатан Гринблатт из Антидиффамационной лиги защитил право выступления Сарсур Первой поправкой к Конституции, несмотря на то, что он выступал против её взглядов на Израиль. Митинг в поддержку Сарсур прошёл перед мэрией Нью-Йорка. Учёный-конституционалист Фред Смит-младший связал полемику с более широкими спорами о свободе слова в Соединённых Штатах Америки. Сарсур выступила с речью 2 июня 2017 года.

### Комментарии об Айаан Хирси Али
В 2011 году в отношении активистки сомалийского происхождения Айаан Хирси Али, известного критика ислама, и Бриджит Габриэль, консервативной активистки и лидера лоббистской группы ACT! for America, Сарсур написала в Твиттере: «Она просит $4 за порку. Хотела бы я убрать их влагалища — они не заслуживают того, чтобы быть женщинами» (англ. "She's asking 4 an a$$ whippin'. I wish I could take their vaginas away - they don't deserve to be women."). Она дискутировала с обеими женщинами по радио/телевидению и сообщала, что спор был основан на продвижении Али и Габриэль идеи о женоненавистничестве ислама. В ответ Али назвала Сарсур «фальшивой феминисткой» и раскритиковала её за защиту шариата. В 2017 году Сарсур сообщила The Washington Post, что твит (тогда уже удалённый) был «глупым» и что она не помнила, чтобы писала его. Позже в том же году произошёл обмен мнениями между Сарсур и студентом-активистом Дартмутского колледжа, в ходе которого её спросили о твите, широко распространившимся в социальных сетях. Сарсур отметила, что вопрос был задан «белым человеком» на мероприятии, посвящённом Месяцу азиатско-тихоокеанского американского наследия, и её слова вызвали критику.

### Усилия по сбору средств
После того, как еврейское кладбище в Сент-Луисе было осквернено в результате явного антисемитского инцидента в феврале 2017 года, Сарсур вместе с другими мусульманскими активистами начала кампанию по сбору средств на ремонт и реставрацию. Среди других получателей средств от кампании было Еврейское кладбище Колорадо, внесённое в Национальный реестр исторических мест. Проект вызвал некоторые споры после того, как член законодательного собрания Нью-Йорка Дов Хайкинд обвинил Сарсур в удержании средств. Сарсур охарактеризовала эту полемику как работу «альтернативных правых сионистов».
Просьба Сарсур о пожертвованиях на помощь в связи с ураганом Харви подверглась критике со стороны её консервативных противников; по словам Александра Назаряна из Newsweek, это свидетельствует о растущей антипатии правых к Сарсур. MPower Change, группа, соучредителем которой является Линда Сарсур, также работала над сбором денег для жертв стрельбы в синагоге Питтсбурга в 2018 году, на что указывали некоторые прогрессивные сторонники Сарсур вместе с кампанией по сбору средств на кладбище Сент-Луиса, защищая её от обвинений в антисемитизме. Эта полемика, а также обвинения в антисемитизме в адрес руководства женского марша считаются одной из причин сокращения числа участниц женского марша по сравнению с предыдущими годами.

## Личная жизнь
По состоянию на 2011 год Сарсур живёт в Бей-Ридж, Бруклин. В 17 лет она вступила в брак по договорённости; Линда родила троих детей. Семья Сарсур и её муж происходят из палестинского города Эль-Бира на Западном берегу реки Иордан, примерно в 9 милях (14 км) к северу от Иерусалима.
Сарсур мусульманка. Что касается женщин в исламе, она сказала The Washington Post: «Есть мусульмане и режимы, которые угнетают женщин, но я считаю, что моя религия — это религия, расширяющая возможности». Она предпочитает носить хиджаб. Сарсур утверждает, что исламские религиозные законы и принципы, известные как шариат, не распространяются на немусульман и что мусульмане также должны соблюдать гражданские законы.

## Комментарии
1. ↑  The Independent описывает Сарсур как «палестино-американского мусульманского борца за права, которая выступала в поддержку группы действий «Бойкот, отчуждение, санкции» (BDS)»[54].
2. ↑  Позже полиция установила, что установленный вандал не был мотивирован религиозной ненавистью[64]